# Acanthocephalus anguillae
Acanthocephalus anguillae är en hakmaskart som först beskrevs av Mueller 1780.  Acanthocephalus anguillae ingår i släktet Acanthocephalus och familjen Echinorhynchidae. Arten är reproducerande i Sverige. Inga underarter finns listade i Catalogue of Life.